# Шелад
Шела́д (фр. и окс. Cheylade) — коммуна во Франции, находится в регионе Овернь. Департамент — Канталь. Входит в состав кантона Мюра. Округ коммуны — Сен-Флур.
Код INSEE коммуны — 15049.
Коммуна расположена приблизительно в 410 км к югу от Парижа, в 70 км юго-западнее Клермон-Феррана, в 39 км к северо-востоку от Орийака.

## Население
Население коммуны на 2008 год составляло 280 человек.
| 1962 | 1968 | 1975 | 1982 | 1990 | 1999 | 2008 |
| ---- | ---- | ---- | ---- | ---- | ---- | ---- |
| 497  | 610  | 505  | 424  | 360  | 336  | 280  |

## Администрация
| Период | Период | Фамилия        | Партия | Примечания |
| ------ | ------ | -------------- | ------ | ---------- |
| 2001   | 2008   | Франсуа Жюйар  |        |            |
| 2008   |        | Кристоф Реналь |        |            |

## Экономика
В 2007 году среди 159 человек в трудоспособном возрасте (15—64 лет) 108 были экономически активными, 51 — неактивными (показатель активности — 67,9 %, в 1999 году было 67,0 %). Из 108 активных работали 102 человека (63 мужчины и 39 женщин), безработных было 6 (1 мужчина и 5 женщин). Среди 51 неактивных 14 человек были учениками или студентами, 20 — пенсионерами, 17 были неактивными по другим причинам.

## Достопримечательности
- Замок Эскороль (XV век). Памятник истории с 1994 года[3]
- Ораторий Сартр (XVIII век). Памятник истории с 1986 года[4]
- Церковь Сен-Леже[фр.] (XII век). Памятник истории с 1963 года[5]
- Замок Пюш (X век)

## Фотогалерея

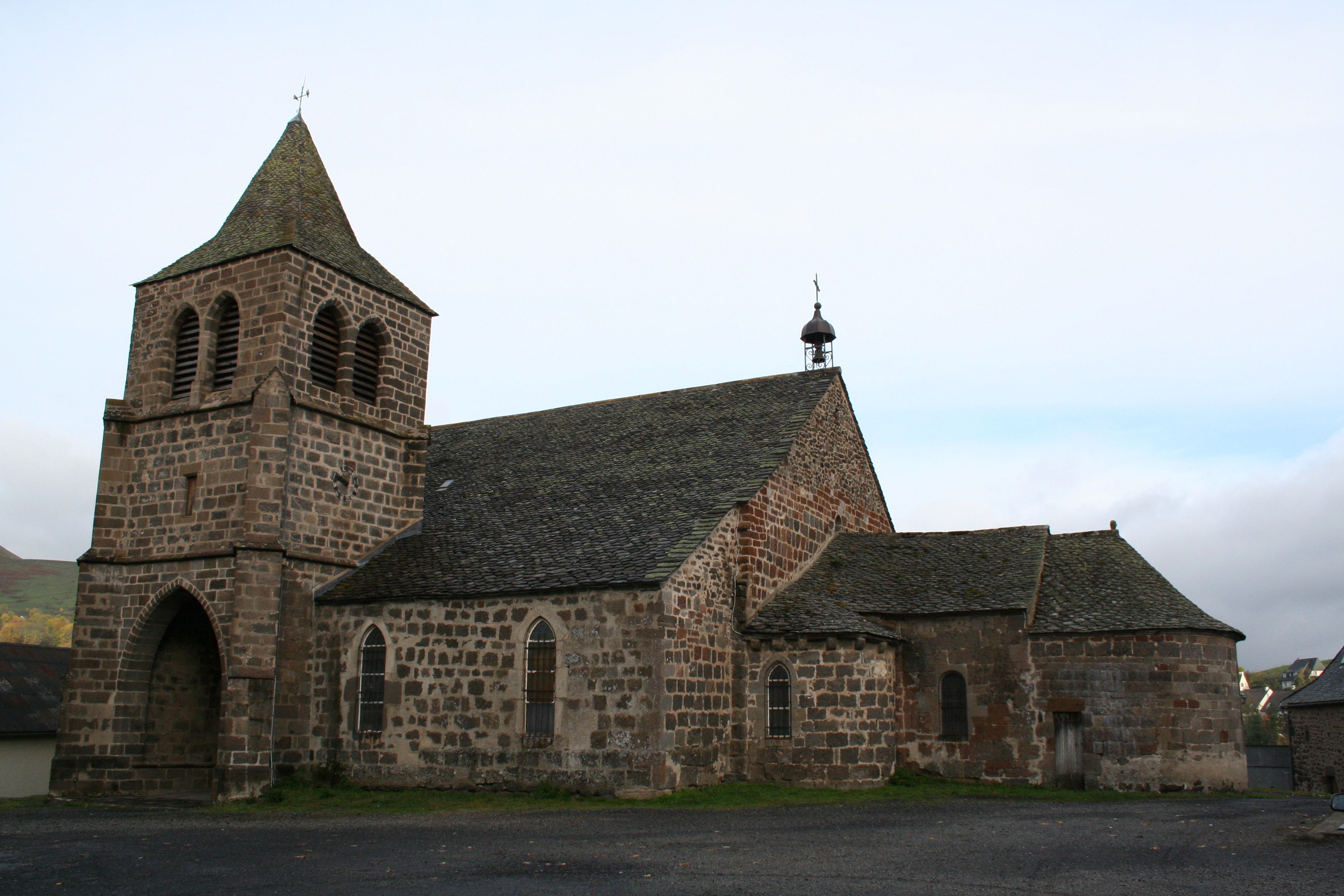
Церковь Сен-Леже
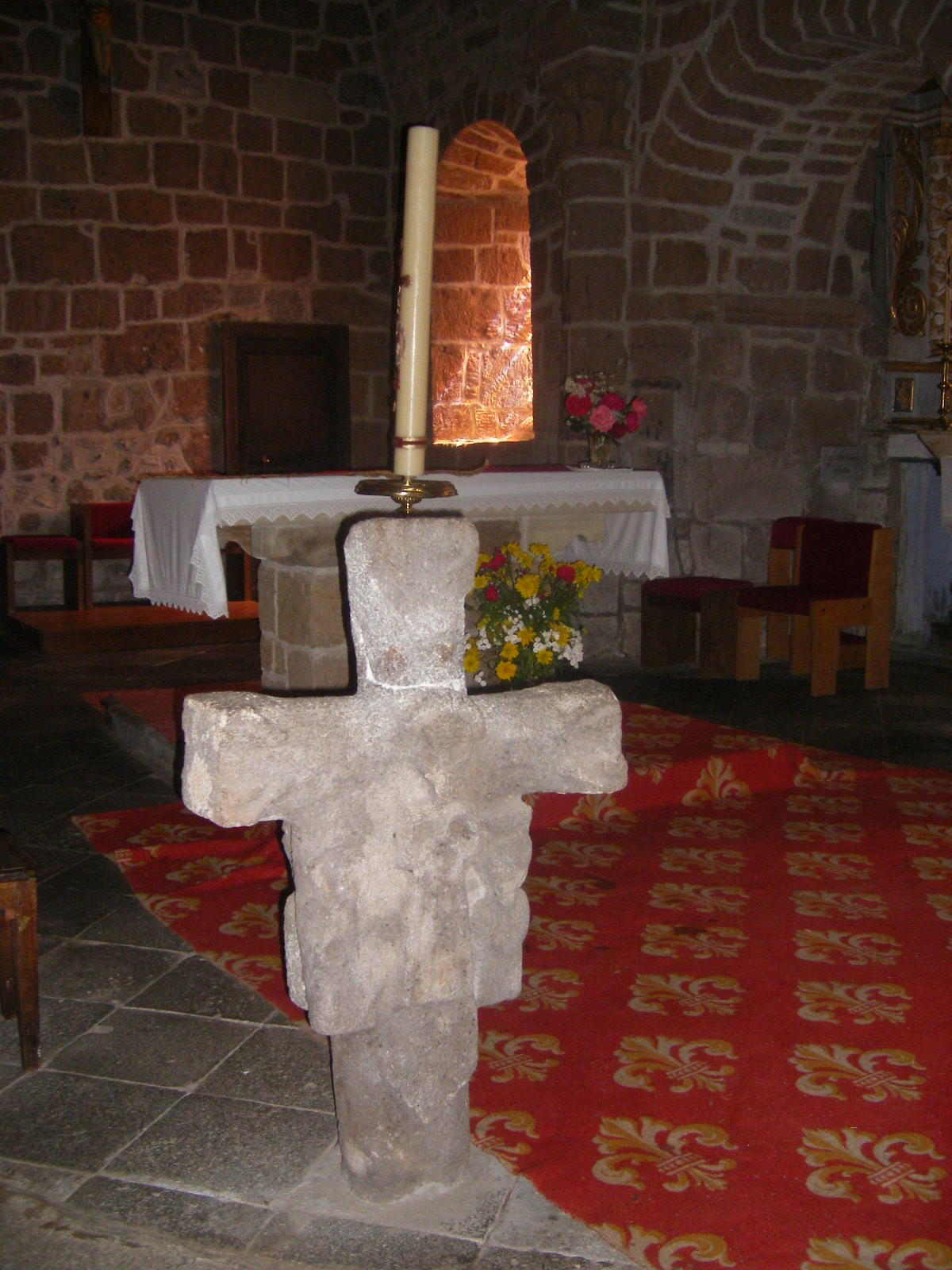
Интерьер церкви Сен-Леже
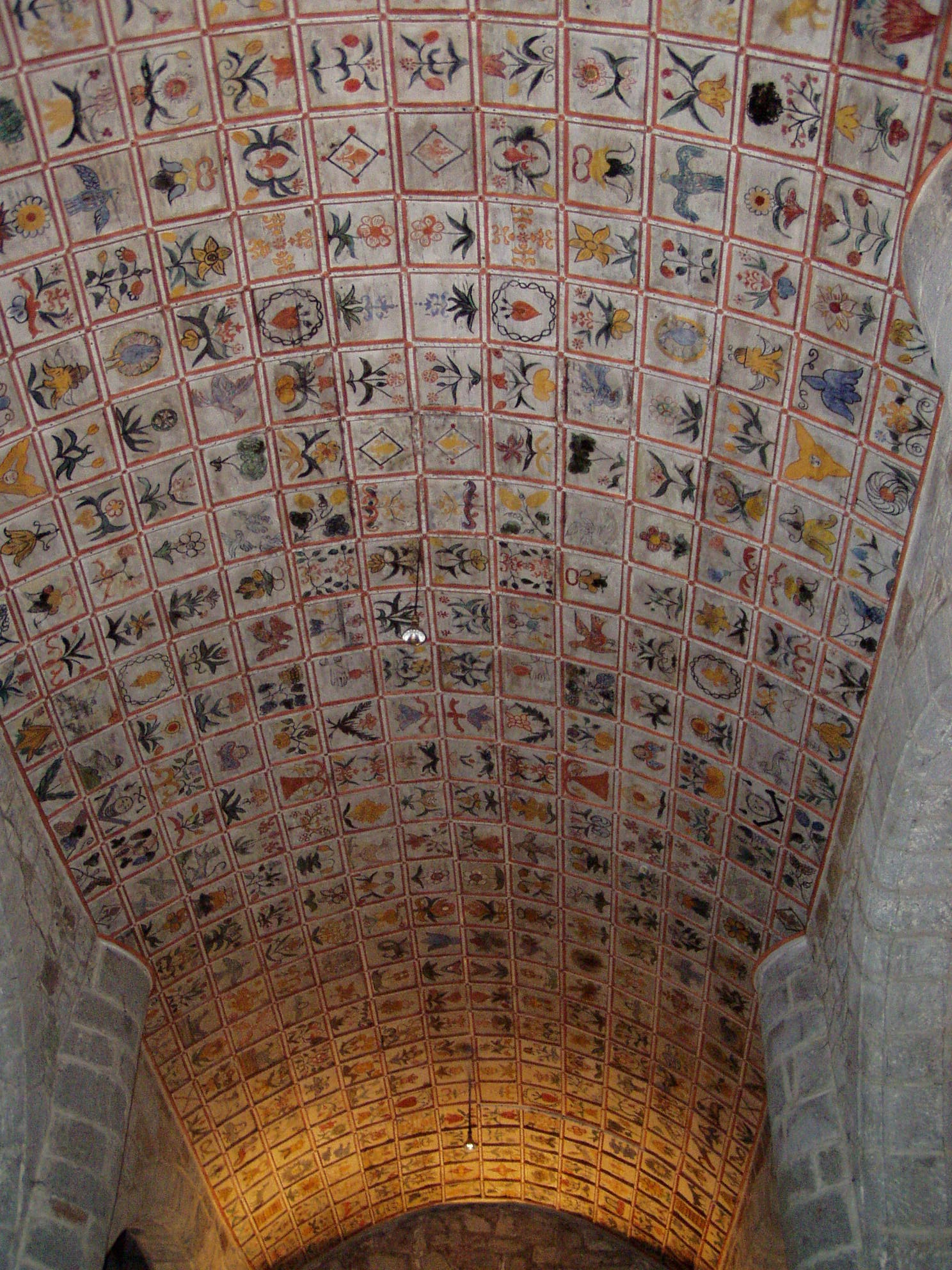
Потолок церкви Сен-Леже
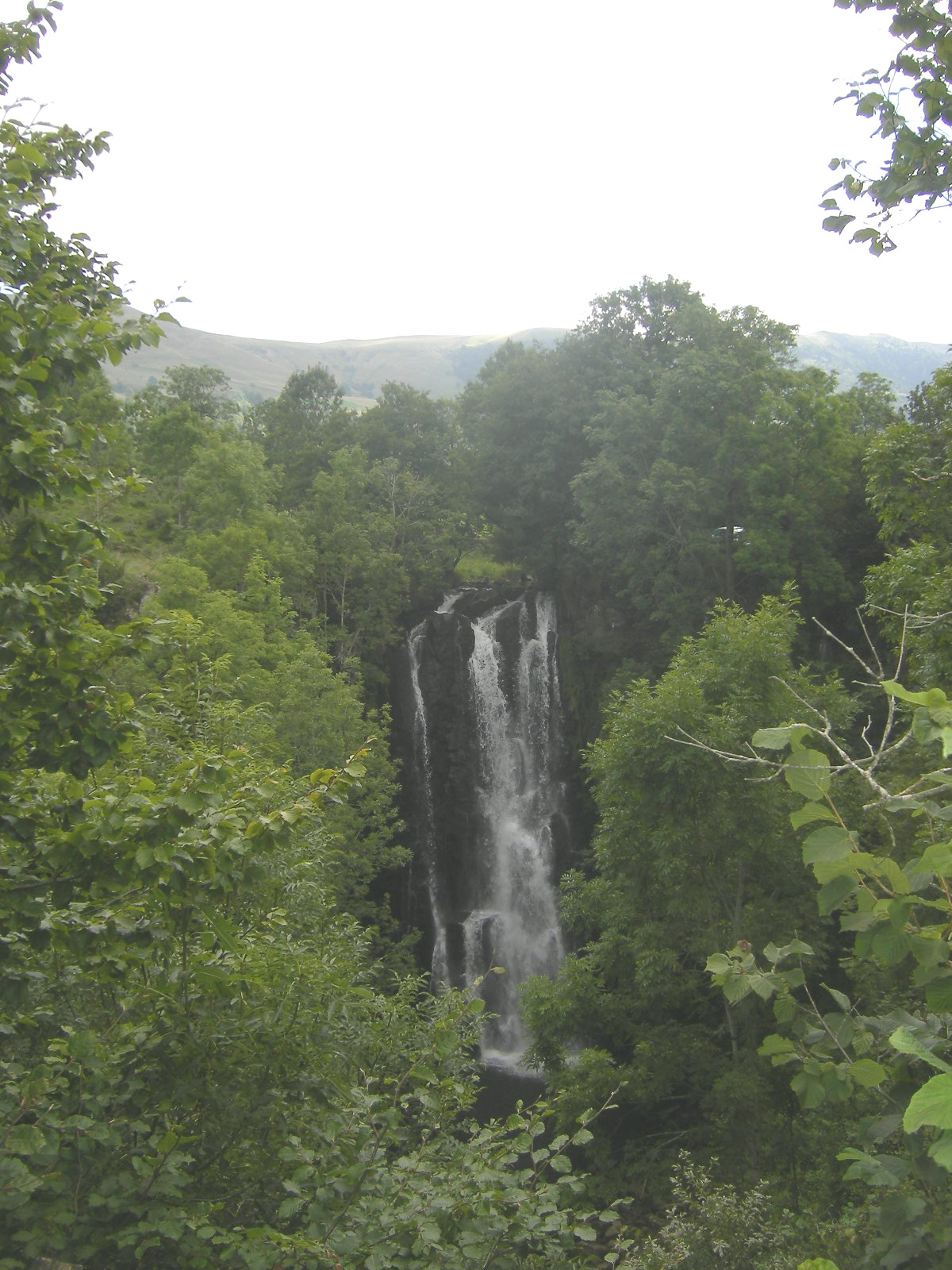
Водопад
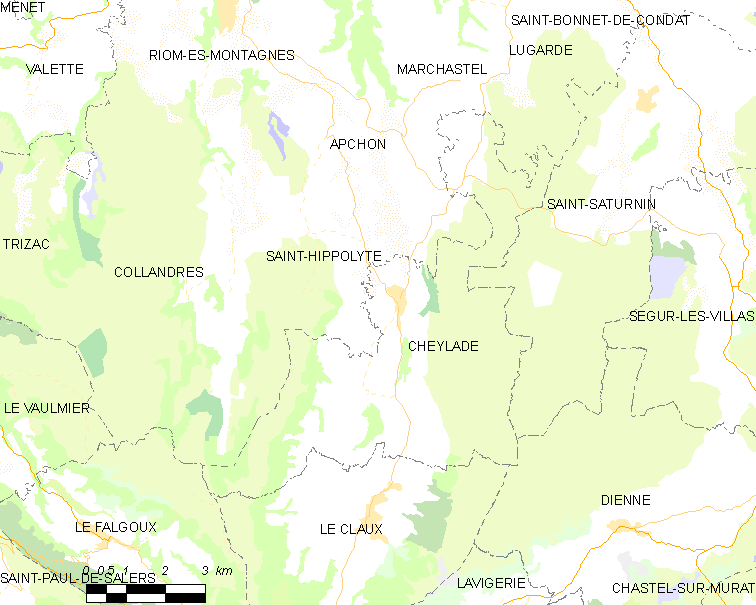
Карта коммуны